# TSKニュース
『TSKニュース』（ティーエスケーニュース）は、山陰中央テレビで放送されていたニュース番組。日曜昼の『産経テレニュースFNN』のタイトル差し替えで放送されていた（協力：山陰中央新報）。
この項では、同局で日曜朝と昼に放送されていた『産経テレニュースFNN』のタイトル差し替えで放送された『TSKテレビ朝刊』『TSKニュースFNN』、(協力：山陰中央新報)と同局で毎日21時前に放送されていたスポットニュース枠のタイトル差し替えで放送される番組についても取り上げる。

## 放送していた番組
放送時間は全てJST。

### 旧『産経テレニュースFNN』枠

#### TSKニュース
- 日曜 11:50 - 12:00

産経テレニュースFNN終了後はFNNスピークWeekend。

#### TSKテレビ朝刊
- 日曜 6:00 - 6:15

産経テレニュースFNN終了後のFNNニュースではタイトル差し替えを実施しない。

### 夜のスポットニュース枠
基本 20:54 - 21:00に放送。

#### TSKユアタイム クイック
放送中の2017年4月24日より、月曜日は島根県政広報ミニ番組『なるほど!吉田くんのしまねゼミ』を放送開始のため廃止（同番組はスポットニュース廃枠後も継続）。

#### TSK THE NEWSα Pick
火曜 - 木曜・土曜 20:54 - 21:00、金曜日 21:49 - 21:55 （『THE NEWSα Pick』）
- 平日は原則地域のニュースを放送、土曜日は原則『THE NEWSα Pick』をネットする。
- 2018年3月をもってフジテレビでのスポットニュース枠が廃止された[3]のに伴って終了、スポットニュース枠が完全廃止となった。